# Myrmeleon laemargus
Myrmeleon laemargus är en insektsart som beskrevs av Navás 1914. Myrmeleon laemargus ingår i släktet Myrmeleon och familjen myrlejonsländor. Inga underarter finns listade i Catalogue of Life.